# Rhyacia gilva
Rhyacia gilva là một loài bướm đêm trong họ Noctuidae.